# Laracha
Laracha (en gallego y oficialmente: A Laracha) es un municipio español situado en la parte oriental de la comarca de Bergantiños, en la provincia de La Coruña, comunidad autónoma de Galicia. Limita con los municipios de Arteijo, Culleredo, Cerceda y Carballo.

## Clima
| Parámetros climáticos promedio de A Laracha | Parámetros climáticos promedio de A Laracha | Parámetros climáticos promedio de A Laracha | Parámetros climáticos promedio de A Laracha | Parámetros climáticos promedio de A Laracha | Parámetros climáticos promedio de A Laracha | Parámetros climáticos promedio de A Laracha | Parámetros climáticos promedio de A Laracha | Parámetros climáticos promedio de A Laracha | Parámetros climáticos promedio de A Laracha | Parámetros climáticos promedio de A Laracha | Parámetros climáticos promedio de A Laracha | Parámetros climáticos promedio de A Laracha | Parámetros climáticos promedio de A Laracha |
| Mes                                         | Ene.                                        | Feb.                                        | Mar.                                        | Abr.                                        | May.                                        | Jun.                                        | Jul.                                        | Ago.                                        | Sep.                                        | Oct.                                        | Nov.                                        | Dic.                                        | Anual                                       |
| ------------------------------------------- | ------------------------------------------- | ------------------------------------------- | ------------------------------------------- | ------------------------------------------- | ------------------------------------------- | ------------------------------------------- | ------------------------------------------- | ------------------------------------------- | ------------------------------------------- | ------------------------------------------- | ------------------------------------------- | ------------------------------------------- | ------------------------------------------- |
| Temp. máx. media (°C)                       | 12.7                                        | 12.8                                        | 14.3                                        | 15.4                                        | 17.2                                        | 20.0                                        | 21.9                                        | 22.9                                        | 21.2                                        | 18.7                                        | 15.0                                        | 13.0                                        | 17.1                                        |
| Temp. media (°C)                            | 9.7                                         | 9.7                                         | 11.1                                        | 12.2                                        | 14.0                                        | 16.5                                        | 18.4                                        | 19.1                                        | 17.6                                        | 15.2                                        | 12.2                                        | 10.2                                        | 13.8                                        |
| Temp. mín. media (°C)                       | 6.7                                         | 6.6                                         | 7.9                                         | 8.9                                         | 10.7                                        | 12.9                                        | 14.8                                        | 15.2                                        | 14.0                                        | 11.7                                        | 9.4                                         | 7.4                                         | 10.5                                        |
| Precipitación total (mm)                    | 133.3                                       | 110.7                                       | 113.0                                       | 87.0                                        | 80.0                                        | 52.1                                        | 33.0                                        | 44.1                                        | 75.0                                        | 115.6                                       | 148.0                                       | 155.1                                       | 1146.9                                      |
| Días de precipitaciones (≥ )                | 14                                          | 12                                          | 11                                          | 12                                          | 10                                          | 6                                           | 4                                           | 5                                           | 7                                           | 11                                          | 13                                          | 14                                          | 119                                         |
| Fuente: NOAA, Climate Data                  |                                             |                                             |                                             |                                             |                                             |                                             |                                             |                                             |                                             |                                             |                                             |                                             |                                             |

## Geografía humana

### Demografía
Cuenta con una población de 11 603 habitantes (INE 2024).
| Gráfica de evolución demográfica de A Laracha entre 1842 y 2021 |
| |
| Población de derecho según los censos de población del INE Población de hecho según los censos de población del INEEn estos censos se denominaba Laracha: 1842, 1857, 1860, 1877, 1887, 1897, 1900, 1910, 1920, 1930, 1940, 1950, 1960, 1970, 1981 y 1991 |

## Parroquias
Parroquias que forman parte del municipio:
- Cabovilaño (San Román)
- Cayón[9]
- Coiro (San Xián)
- Erboedo (Santa María)
- Golmar (San Bieito)
- Lemaio[9]
- Lendo (San Xián)
- Lestón (San Martiño)
- Montemayor[9]
- Soandres (San Pedro)
- Soutullo (Santa María)
- Torás (Santa María)
- Vilaño (Santiago)